# Senta (bướm đêm)
Senta là một chi bướm đêm thuộc họ Noctuidae.

## Hình ảnh

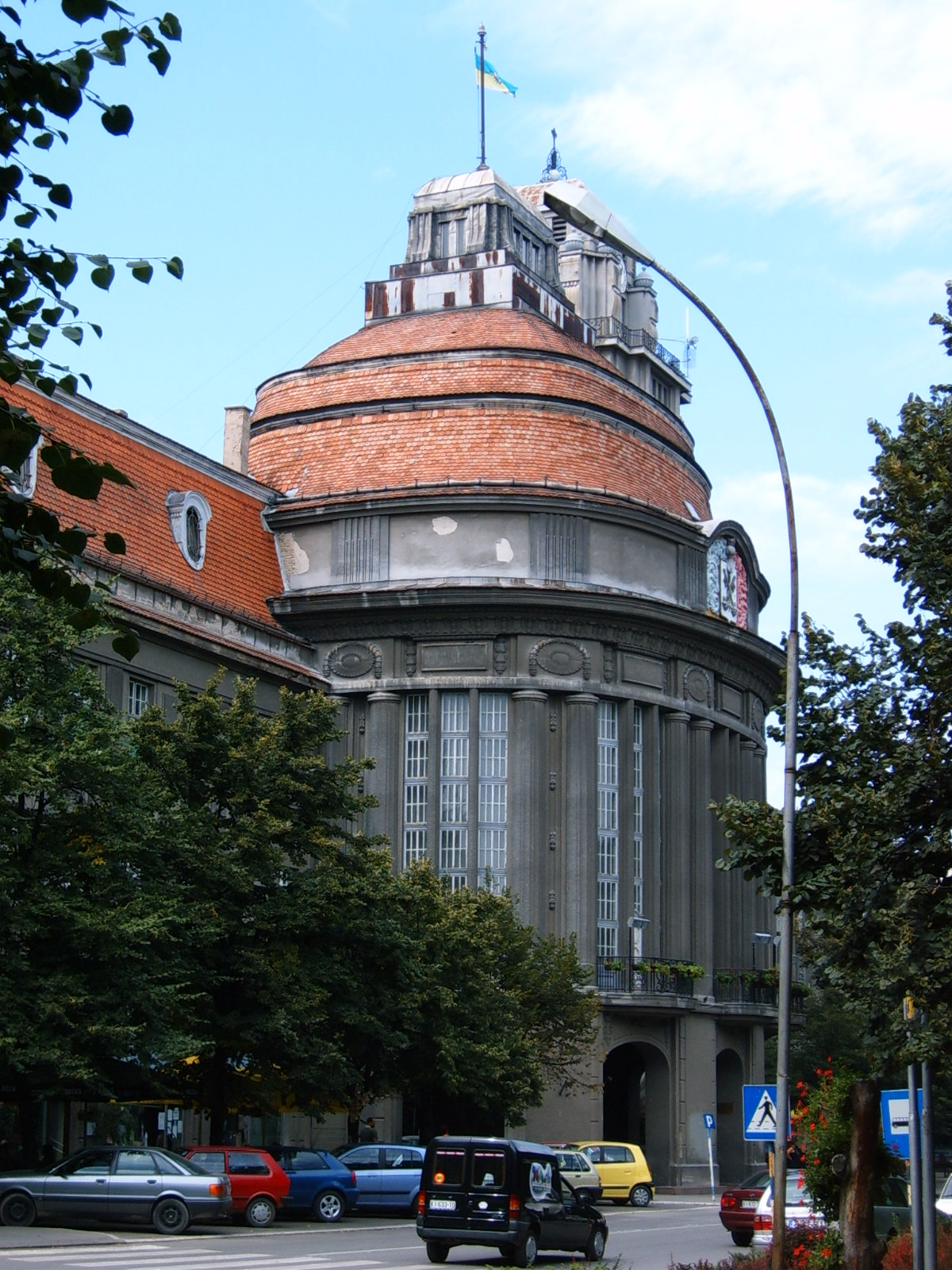
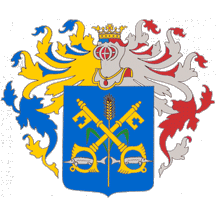
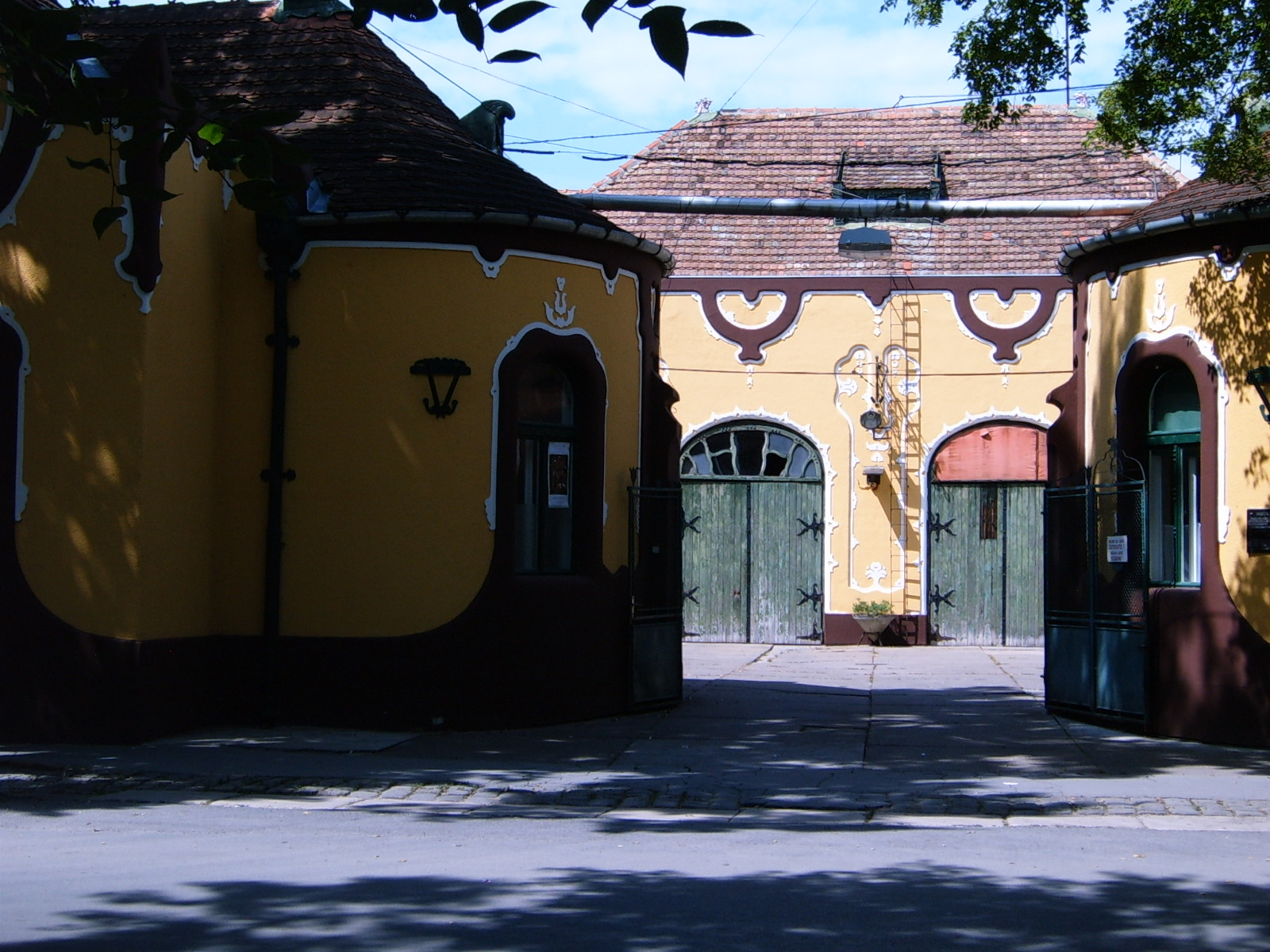

## Loài
- Senta flammea (Curtis, 1828)
- Senta lunulata (Gaede, 1916)